# Иверская часовня (Харбин)
Иверская часовня (часовня Иверской иконы Божией Матери) — утраченная православная часовня в Харбине. Существовала в 1933—1966 годы в ограде Никольского кафедрального собора. Построена в память о снесённой в 1929 году в Москве одноимённой часовне.

## История
После разрушения в 1929 году московской Иверской часовни православные русские люди, жившие в Харбине, по предложению ктитора Никольского собора Е. В. Попова решили воздвигнуть в ограде Свято-Никольского собора, на северной стороне церкви, её точную копию. Проект часовни был сделан инженером Е. А. Уласовцом по эскизу профессора П. Ф. Федоровского. Часовню заложили летом 1933 года и закончили строительство в октябре того же года.
По этому поводу сообщалось в журнале «Рубеж» за 1937 год, издававшемся в Харбине: «Русские за рубежом с трогательною любовью стремятся сохранить все то, что возрождает в сердцах и памяти величавый образ нашей Родины. И то, что разрушается в СССР коммунистами, — восстанавливается, возрождается у нас, в эмиграции. Около пяти лет тому назад в Москве снесена часовня Иверской Божией Матери, которая глубоко почиталась не только москвичами, но и всеми русскими людьми… В ограде Харбинского Свято-Николаевского собора построена часовня, являющаяся точной копией московской Иверской часовни…»
В Иверской часовне находился чудесный образ Божией Матери; сюда же перенесли с харбинского вокзала, построенного в 1903 году, образ святителя Николая, удалённый оттуда по требованию властей.
За благолепием внутреннего убранства часовни в 1933—1963 наблюдала Варвара Григорьевна Федотова, проживавшая по соседству в доме соборного причта.
Во времена китайской «культурной революции» в августе 1966 года хунвэйбины разрушили до основания Иверскую часовню вместе с собором. Все иконы, находившиеся не только в часовне, но и в других храмах города, были сожжены.
В 2012 году китайским предпринимателем Хуан Цзу Сян была создана «Усадьба Волга», имеющая статус туристической достопримечательности государственного уровня АААА. В числе воссозданных в натуральную величину нескольких деревянных объектов, когда-то известных сооружений русского Харбина, были воссоздланы Николаевский собор с Иверской часовней по проекту архитектора Николая Крадина.